# Wilfrido Terrazas
Wilfrido Damián Terrazas Pérez (Camargo, 1974) es un compositor e intérprete mexicano. Su obra se caracteriza por la convergencia entre la escritura tradicional con la improvisación libre.

## Biografía

### Estudios
Terrazas tuvo su primer contacto con la música a las doce años, cuando conoció la flauta dulce, sonido que lo cautivó. En la adolescencia participó en una orquesta escolar donde tocaba la marimba chiapaneca. En 1990, cuando tenía quince años, tocó por primera vez una flauta transversa.
Estudió flauta en el Centro de Estudios Musicales de la Universidad Autónoma de Baja California. Más tarde, a la edad de 22 años, se mudó a Morelia para estudiar en el Conservatorio de las Rosas entre 1996 y 2000. Después estudió dos años en San Diego, California. Algunos de sus profesores fueron Tom Corona, Damian Bursill-Hall, Ernesto Rosas, Guillermo Portillo, John Fonville, Fermán Romero y Roscoe Mitchell.

### Carrera musical

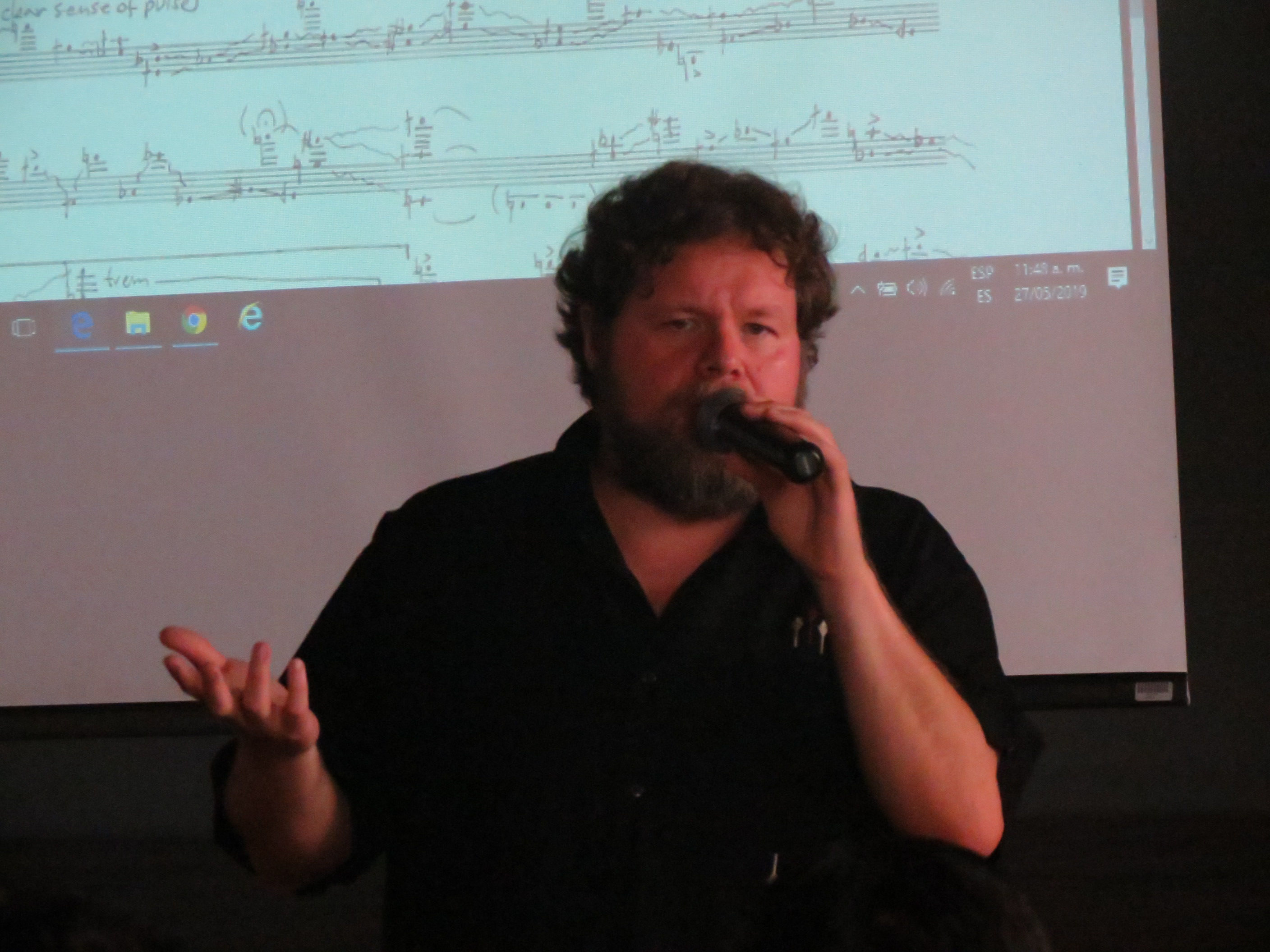
Wilfrido Terrazas dando una plática en Aguascalientes.

Terrazas ha sido docente en el Conservatorio de las Rosas y en la Escuela Superior de Música en la Ciudad de México. En 2017 comenzó a impartir clases en el Departamento de Música de la Universidad de California.
En su faceta de intérprete, ha estrenado alrededor de 350 obras.
En 2014 fundó la Semana Internacional de Improvisación, en Ensenada, Baja California.

### Ensambles
Wilfrido Terrazas pertenece y ha fundado diversos ensambles musicales, entre los que destacan Liminar (2012), Filera, Escudo (Torre), Generación Espontánea y el Wilfrido Terrazas Sea Quintet. También ha colaborado con Roscoe Mitchell y su Discussions Orchestra.

## Obra musical
La obra de Terrazas se caracteriza por explorar la improvisación, la escritura y la interpretación. Sus obras han sido interpretadas por diversos músicos, como José Manuel Alcántara, Carlos Britez, Ludwig Carrasco, Aldo Aranda, Martín Devoto, Ensamble Chamizo, Ensamble Süden, Carmina Escobar, Ensenada Jazz, Mario García Hurtado, Omar López, Stephanie Griffin, Juan García, La Covacha Big Band, Generación Espontánea, International Contemporary Ensemble (ICE), Lucía Lalanne, Liminar, Low Frequency Orchestra, Natalia Pérez Turner, Kathryn Schulmeister, Alexandria Smith y Aaron Staebell.